# Clossiana hela
Clossiana hela är en fjärilsart som beskrevs av Arvid David Hummel. Clossiana hela ingår i släktet Clossiana och familjen praktfjärilar. Inga underarter finns listade i Catalogue of Life.